# Глуботынь
Глуботынь — река в Починковском районе Смоленской области России, левый приток Хмары. Длина — 15 км, площадь водосбора — 136 км².
Исток расположен в лесу между деревнями Докудово и Сигарево. Общее направление течения на запад. Река протекает через деревню Докудово и село Климщина, возле которого создан пруд.
Имеется значительный приток — речка Слепынька. Также в Глуботынь впадают ручьи Дурочка, Друженька и несколько безымянных.